# Зджешовице
Зджешовѝце (на полски: Zdzieszowice; на немски: Deschowitz) е град в Южна Полша, Ополско войводство, Крапковишки окръг. Административен център е на градско-селската Зджешовишка община. Заема площ от 12,35 км2.
Според Полската статистическа служба към 31 декември 2013 г. населението на града възлиза на 11 978 жители. Гъстотата е 970 души/км2.

## Местоположение
Разположен е на река Одра, край републикански път  и Железопътна линия 136, на около 15 km югоизточно от окръжкия център Крапковице.

## Забележителности
В Регистъра за недвижимите паметници на Националния институт за наследството са вписани:
- Масов гроб на Силезките въстаници
- Палацов парк
- Църква Св. „Антоний“ от 1937 г.
- Параклис от XIX в.
- Сградата на кметство, заедно със съседната бивша енорийска църква
- Десетки исторически къщи на работници
- Паметник на Силизкия въстаник

## Побратимени градове
- Бохумин, Чехия
- Община Маланов, Полша
- Людвигсфелде, Германия

## Икономика
В града функционира най-голямата фабрика за производство на кокс в Полша.